# Annie Lennox
Ann Lennox, nota come Annie Lennox (Aberdeen, 25 dicembre 1954), è una cantautrice e polistrumentista britannica, fondatrice e membro degli Eurythmics.
Nella sua carriera, iniziata alla fine degli anni Settanta, si è aggiudicata quattro Grammy Award, otto Brit Awards e l'Oscar per la migliore canzone nel 2004. È stata nominata la più grande cantante vivente del soul bianco dalla rete televisiva VH1 e la Official Charts Company l'ha definita l'artista britannica di maggior successo nella storia della musica del Regno Unito. La rivista Rolling Stone, inoltre, l'ha posizionata al 93º posto nella classifica dei migliori cantanti di tutti i tempi.

## Biografia
Frequenta fin dall'età di 7 anni una scuola di pianoforte. In seguito viene ammessa alla Royal Academy of Music di Londra dove studia flauto traverso con buoni risultati. Nel 1991 partecipa con un cameo al film Edoardo II di Derek Jarman.
Si è sposata tre volte; dal secondo matrimonio ha avuto due figlie, Lola (nata nel 1990) e Tali (nata nel 1993). La figlia maggiore a soli 16 anni ha deciso di seguire le orme della madre, dedicandosi però alla musica classica. A metà settembre 2012 Annie Lennox è convolata a nozze per la terza volta, col medico ginecologo sudafricano Mitch Besser.

## Carriera artistica

### 1977–90: The Tourists e gli Eurythmics
Ha raggiunto la popolarità come cantante di musica pop, cantando per tre anni nel gruppo scozzese The Tourists (con cui ha inciso 3 LP) tra il 1976 e il 1980.

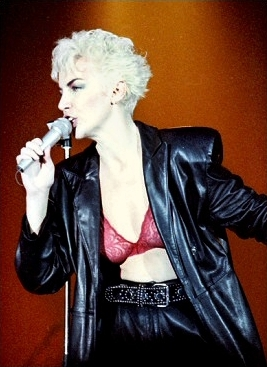
Annie Lennox nel 1986

All'inizio degli anni 1980 tra Annie e il chitarrista del gruppo, David A. Stewart, nasce una relazione sentimentale. I due, per quanto la relazione si fosse già esaurita, decidono di lasciare il gruppo per crearne uno nuovo, gli Eurythmics. All'inizio della carriera degli Eurythmics, Lennox si distingue per il suo look androgino, tanto da impersonare un mito di sesso maschile, Elvis Presley. Molti giornalisti spesso si riferiscono a lei come la Grace Jones bianca.
Negli anni Ottanta il duo pubblica una lunga serie di singoli divenuti in seguito i loro più "classici" successi: Sweet Dreams (Are Made of This), Here Comes the Rain Again, Would I Lie to You?, There Must Be an Angel (Playing with My Heart), Missionary Man, You Have Placed a Chill in My Heart, Don't Ask Me Why e altri.
Nel 1991, dopo la rottura (informale) con Dave Stewart, Annie Lennox intraprende una lunga carriera da solista pareggiando il successo ottenuto con il precedente duo.

### 1992–93:Diva
Il suo primo album solista del 1992, Diva, è un successo inequivocabile sia di critica che commerciale. Il suo successo continua grazie ai singoli estratti da Diva, (uno fra tutti la celebre Why) che le assicurano numerosi premi, cimentandosi nel 1992 anche nella composizione della colonna sonora del celebre film Dracula di Bram Stoker di Francis Ford Coppola. Nello stesso anno partecipa anche al Freddie Mercury Tribute Concert duettando con David Bowie nella canzone Under Pressure. Le sue apparizioni si fanno via via sempre più rare tanto da allontanarla progressivamente dallo show business.

### 1995–2000:Medusae il ritorno degli Eurythmics
Anche Medusa, pubblicato tre anni dopo l'uscita di Diva ottiene dei buoni risultati di pubblico, grazie anche al successo riscosso dal primo singolo estratto No More "I Love You's" col quale vincerà un Grammy come migliore performance femminile pop. Nel 1995 partecipa alla colonna sonora del film di Ron Howard, Apollo 13, cantando il brano nei titoli di coda. Nel 1997 Annie ha registrato nuovamente la canzone degli Eurythmics Angel in omaggio a Diana, principessa del Galles. Nel 1998 stabilisce nuovi contatti con Dave Stewart e nel 1999 i rinati Eurythmics producono l'album Peace.

### 2003–07:Baree l'Oscar per la miglior canzone
Nel 2003 ha pubblicato il suo terzo album da solista, Bare.
Nel 2004, la Lennox ha vinto l'Oscar per la migliore canzone (Academy Award for Best Song) per Into the West dal film Il Signore degli Anelli - Il ritorno del re ai 76º Academy Awards. Precedentemente aveva registrato Use Well the Days per il film, nel cui testo abbondano le citazioni di Tolkien. Questa canzone non è stata utilizzata nel film, bensì appare su un DVD bonus incluso con l'edizione speciale del CD della colonna sonora del film. Nel luglio 2005, Annie Lennox ha partecipato al Live 8 ad Hyde Park, Londra.

### 2007–09:Songs of Mass DestructioneThe Annie Lennox Collection
Il suo quarto album in studio Songs of Mass Destruction è uscito in Italia il 1º ottobre 2007. Inizialmente prevista a settembre 2008, la prima raccolta della carriera solista, The Annie Lennox Collection, è stata posticipata a causa di problemi di salute all'inizio del 2009. L'antologia comprende quattordici canzoni tra le più significative della sua produzione al di fuori degli Eurythmics, compresa Love Song for a Vampire incisa nel 1992, e tre cover: A Whiter Shade of Pale dei Procol Harum (già presente nell'album Medusa), Shining Light degli Ash e Closer Now dei Keane (reincisa con il nuovo titolo Pattern of My Life). Questo disco è il suo ultimo lavoro pubblicato con la Sony BMG.

### 2010-2014:A Christmas CornucopiaeNostalgia

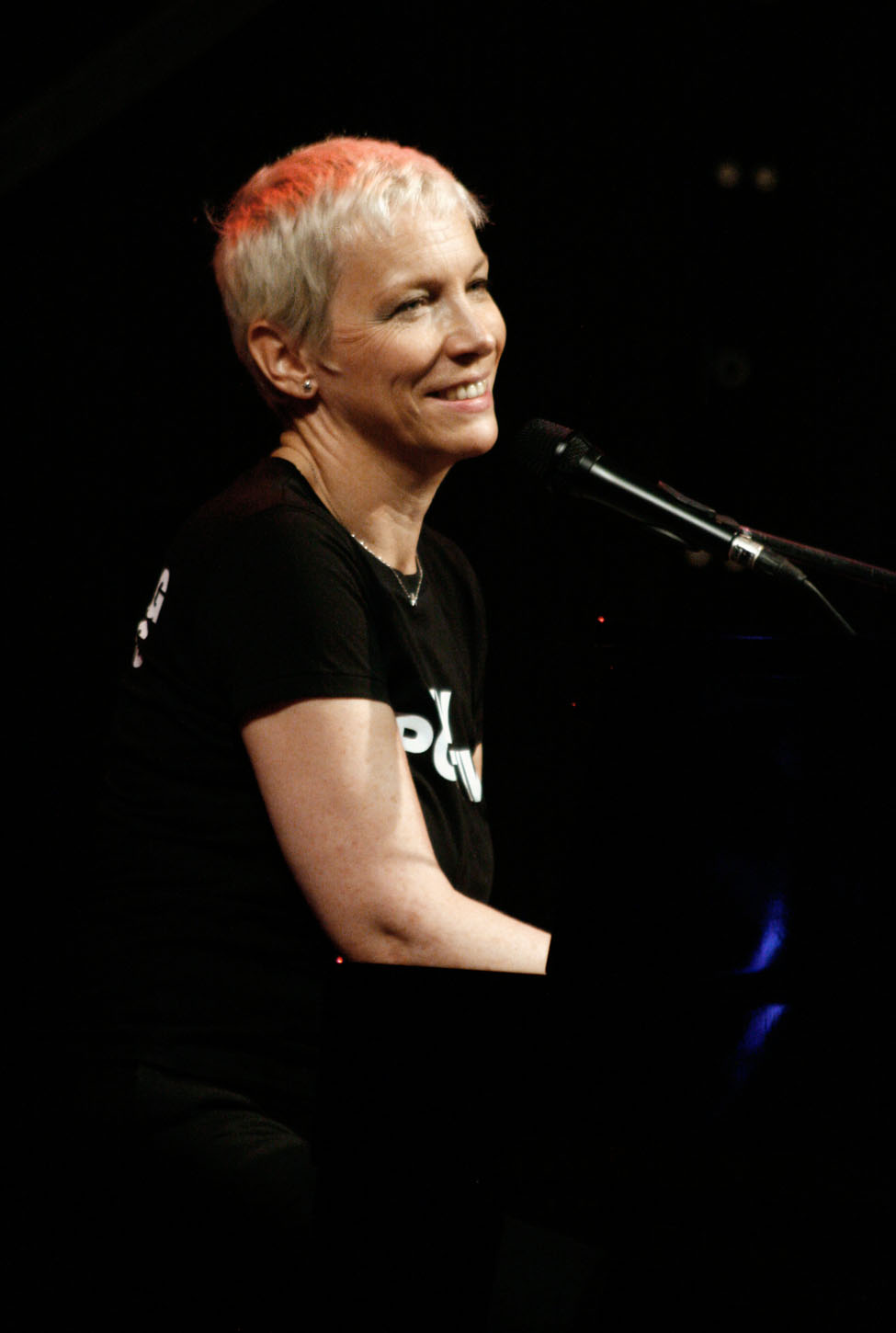
Annie Lennox al pianoforte nel 2010

Ad agosto 2010 Annie Lennox ha firmato un nuovo contratto discografico con la Island Records nel Regno Unito e la Decca Records negli Stati Uniti (entrambe parti dello Universal Music Group). Il suo primo lavoro è un album natalizio intitolato A Christmas Cornucopia, pubblicato il 15 novembre 2010. L'album contiene interpretazioni di classiche canzoni natalizie e il nuovo brano Universal Child, che è stato pubblicato come primo singolo il 12 ottobre. Lennox aveva interpretato il brano ad American Idol nell'aprile 2010. Il 4 novembre Annie Lennox ha pubblicato sul proprio canale YouTube il video per il brano God Rest Ye Merry Gentlemen.
Il 21 ottobre 2014 viene pubblicato il suo nuovo album Nostalgia nel quali sono presenti solo cover di altri brani interpretati dalla cantante, i primi due estratti sono I Put a Spell on You e Summertime.
L'album ottiene una candidatura ai Grammy Awards nella categoria Best Traditional Pop Vocal Album. L'8 febbraio 2015 durante i Grammy Awards si esibisce con Hozier in Take Me to Church e I Put a Spell on You. Sempre nello stesso mese I Put a Spell on You entra a far parte della colonna sonora del film Cinquanta sfumature di grigio.

## Discografia

### Con gli Eurythmics

#### Album in studio
- 1981 – In the Garden
- 1983 – Sweet Dreams (Are Made of This)
- 1983 – Touch
- 1984 – 1984 (For the Love of Big Brother)
- 1985 – Be Yourself Tonight
- 1986 – Revenge
- 1987 – Savage
- 1989 – We Too Are One
- 1999 – Peace

#### Album dal vivo
- 1993 – Live 1983-1989

#### Raccolte
- 1984 – Touch Dance
- 1991 – Greatest Hits
- 2005 – Ultimate Collection
- 2005 – Boxed

### Da solista

#### Album in studio
- 1992 – Diva
- 1995 – Medusa
- 2003 – Bare
- 2007 – Songs of Mass Destruction
- 2010 – A Christmas Cornucopia
- 2014 – Nostalgia

#### Raccolte
- 2009 – The Annie Lennox Collection

#### EP
- 2019 – Lepidoptera